# كاوري تاكاهاشي (ممثلة)
كاوري تاكاهاشي (باليابانية: 高橋かおり؛ بالكانا: たかはし かおり) هي ممثلة يابانية، ولدت في 29 أغسطس 1975 في يوكوهاما في اليابان.

## وصلات خارجية
- كاوري تاكاهاشي على موقع IMDb (الإنجليزية)